# Canadian Masters 1987
Das Labatt’s Canadian Masters 1987 war ein professionelles Snookereinladungsturnier im Rahmen der Saison 1987/88. Es wurde vom 26. bis zum 31. Oktober 1987 in den CBC TV Studios im kanadischen Toronto ausgetragen. Sieger wurde der Nordire Dennis Taylor, der im Finale den Engländer Jimmy White mit 9:7 besiegte. Taylor spielte mit einem 127er-Break das höchste Break des Turnieres.
Das Canadian Masters 1987 war das dritte und letzte Turnier der von Barry Hearns Firma Matchroom Sport ausgetragenen World Series 1987.

## Preisgeld
Im Vergleich zum Vorjahr stieg das Preisgeld um etwa 13.000 Pfund Sterling auf 75.000 £ an, wobei ein Drittel auf den Sieger entfiel.
|                 | Preisgeld |
| --------------- | --------- |
| Sieger          | 25.000 £  |
| Finalist        | 12.000 £  |
| Halbfinalist    | 9.000 £   |
| Viertelfinalist | 5.000 £   |
| Insgesamt       | 75.000 £  |

## Turnierverlauf
Zum Turnier wurden acht Spieler eingeladen, die im K.-o.-System um den Turniersieg kämpften. Das Viertelfinale wurde dabei im Modus Best of 9 Frames, das Halbfinale im Modus Best of 15 Frames und das Finale im Modus Best of 17 Frames ausgetragen.

|  | Viertelfinale Best of 9 Frames | Viertelfinale Best of 9 Frames |               |   | Halbfinale Best of 15 Frames | Halbfinale Best of 15 Frames |  |  | Finale Best of 17 Frames | Finale Best of 17 Frames |
|  |                                |                                |               |   |                              |                              |  |  |                          |                          |
|  | Dennis Taylor                  | 5                              |               |   |                              |                              |  |  |                          |                          |
|  | Steve Davis                    |                                |               |   |                              |                              |  |  |                          |                          |
|  | Dennis Taylor                  | 8                              |               |   |                              |                              |  |  |                          |                          |
|  | Dennis Taylor                  | 8                              |               |   |                              |                              |  |  |                          |                          |
|  |                                | Cliff Thorburn                 | 5             |   |                              |                              |  |  |                          |                          |
|  | Cliff Thorburn                 | Cliff Thorburn                 | 5             | 5 |                              |                              |  |  |                          |                          |
|  | Cliff Thorburn                 |                                |               | 5 |                              |                              |  |  |                          |                          |
|  | Joe Johnson                    | 3                              |               |   |                              |                              |  |  |                          |                          |
|  |                                |                                | Dennis Taylor | 9 |                              |                              |  |  |                          |                          |
|  |                                | Jimmy White                    | 7             |   |                              |                              |  |  |                          |                          |
|  | Jimmy White                    | 5                              |               |   |                              |                              |  |  |                          |                          |
|  | Tony Knowles                   | 1                              |               |   |                              |                              |  |  |                          |                          |
|  | Tony Knowles                   | 1                              | Jimmy White   | 8 |                              |                              |  |  |                          |                          |
|  |                                |                                | Jimmy White   | 8 |                              |                              |  |  |                          |                          |
|  |                                | Neal Foulds                    | 7             |   |                              |                              |  |  |                          |                          |
|  | Neal Foulds                    | Neal Foulds                    | 7             | 5 |                              |                              |  |  |                          |                          |
|  | Neal Foulds                    |                                |               | 5 |                              |                              |  |  |                          |                          |
|  | Terry Griffiths                | 4                              |               |   |                              |                              |  |  |                          |                          |

### Finale
Der Nordire Dennis Taylor hatte in der ersten Runde den Titelverteidiger Steve Davis besiegt und zog durch ein 8:5-Sieg über Cliff Thorburn ins Finale ein. Sein Gegner Jimmy White hatte dagegen den Einzug ins Finale erst im letzten Frame seiner Partie gegen Neal Foulds geschafft.
White konnte den ersten Frame gewinnen, doch Taylor glich sofort aus. Das Spiel entwickelte sich zu einem sehr ausgeglichenem Finale, bis zum 3:3 konnte kein Spieler mit mehr als einem Frame in Führung gehen. Taylor schaffte es dann mithilfe eines 127er-Breaks, auf 5:3 zu erhöhen, doch White konnte direkt wieder ausgleichen und im Anschluss daran mit 5:6 in Führung gehen. Taylor drehte das Spiel und stellte schließlich seinen alten Führungsabstand wieder her. White kam durch ein 73er-Break noch auf 8:7 heran, doch Taylor gewann den 16. Frame mit 63:53, sodass er zum zweiten Mal das Canadian Masters gewann.
| Finale: Best of 17 Frames CBC TV Studios, Toronto, Kanada, 31. Oktober 1987                                                                                          |                |             |
| Dennis Taylor | 9:7            | Jimmy White |
| 26:61 (53); 126:5 (64); 1:93 (84); 69:13; 104:0 (104); 7:91 (87); 127:7 (127); 80:41; 10:64 (53); 0:84 (84); 31:80; 78:10 (64); 68:26; 76:23 (60); 45:73 (73); 63:53 |                |             |
| 127 | Höchstes Break | 87          |
| 2 | Century-Breaks | –           |
| 5 | 50+-Breaks     | 6           |

## Century-Breaks
Während des Turnieres wurden drei Century-Breaks gespielt, zwei davon im Finale.
- Dennis Taylor: 127, 104
- Jimmy White: 125